# 帕桑卡尤
帕桑卡尤（Pasangkayu）是印度尼西亚西苏拉威西省的一个城镇，是北马穆朱县的县治所在，位于苏拉威西岛西部。2010年统计，帕桑卡尤所在的帕桑卡尤区（Kecamatan Pasangkayu）人口共有22,886。

## 资料来源
1. ↑  Biro Pusat Statistik, Jakarta, 2011.